# Väne-Ryr
Väne-Ryr is een plaats in de gemeente Vänersborg in het landschap Västergötland en de provincie Västra Götalands län in Zweden. De plaats heeft 106 inwoners (2005) en een oppervlakte van 24 hectare.

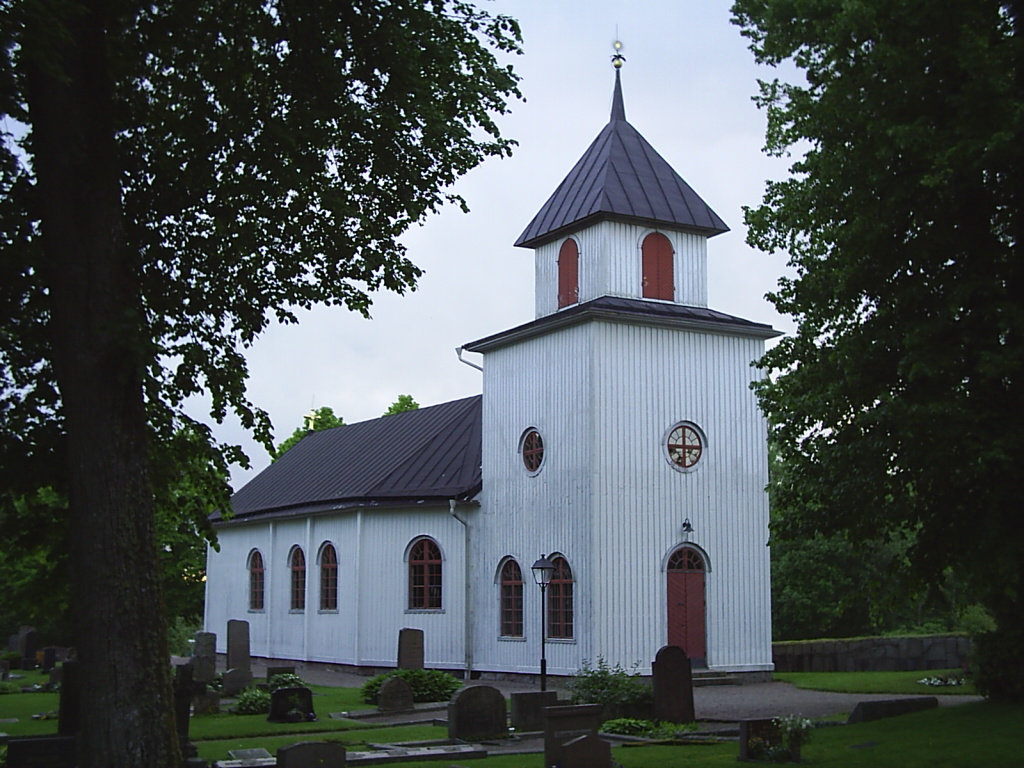
Kerk